# Музей Михаила Афанасьевича Булгакова
Музе́й Михаи́ла Булга́кова — государственный музей в Москве, посвящённый жизни и деятельности писателя Михаила Булгакова.
Открытие состоялось в 2007 году в пространстве легендарной коммунальной квартиры № 50 в доме 10 на Большой Садовой улице, в одной из комнат которой Булгаков проживал с 1921 по 1924 год. Эта квартира стала прообразом «нехорошей квартиры», описанной в романе «Мастер и Маргарита». По состоянию на 2018-й, в коллекцию музея входят более трёх тысяч экспонатов: личные вещи писателя, фотографии, документы и антикварная мебель.

## История

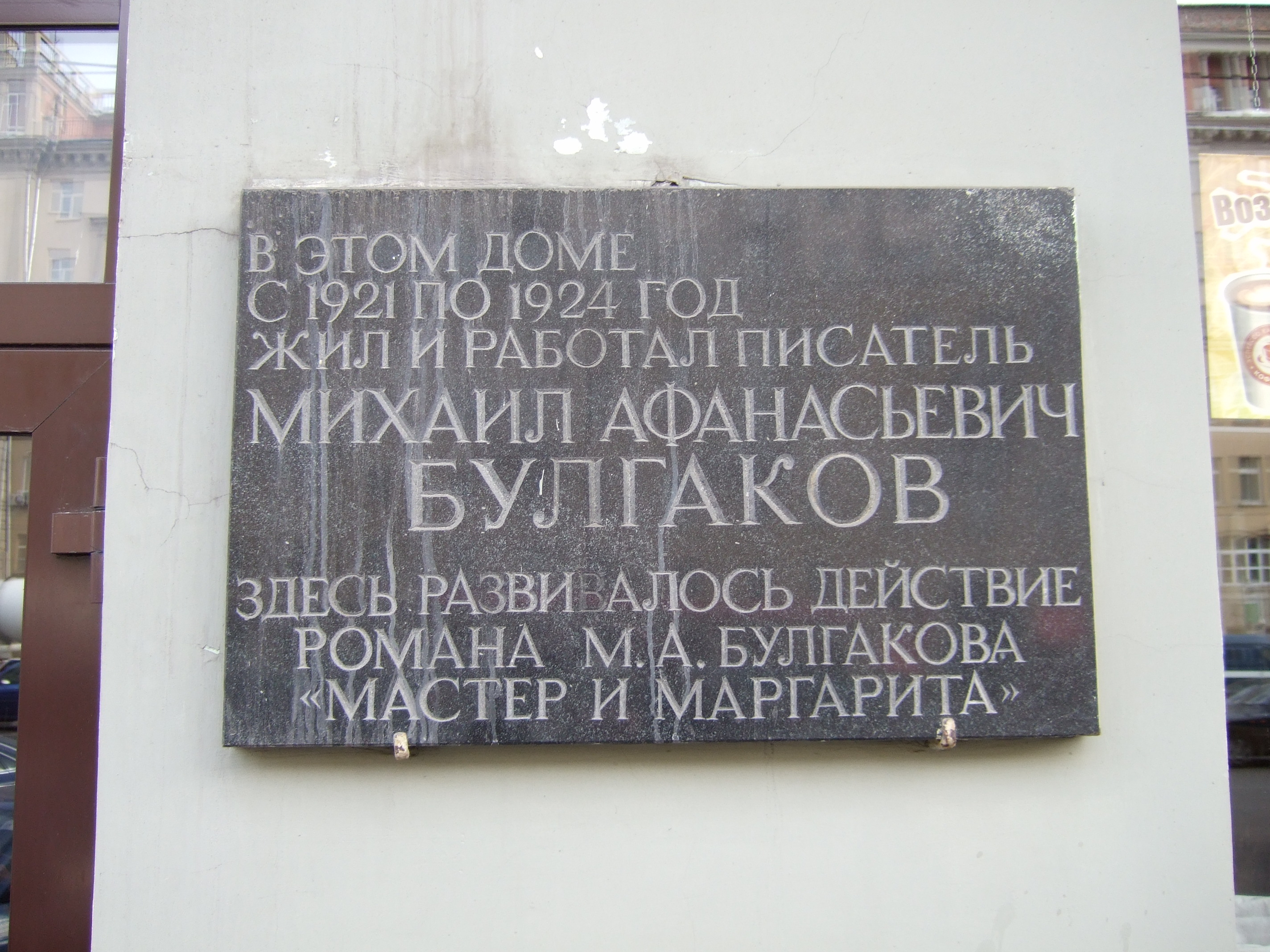
Мемориальная доска Михаилу Булгакову, 2009 год

### Дом Пигита
Дом № 10 по Большой Садовой улице был построен в стиле модерн в 1902—1903 годах архитекторами Эдмундом Юдицким и Антонином Милковым по заказу московского купца и владельца табачной фабрики «Дукат» Ильи Пигита. В честь него дом получил народное название «Дом Пигита». Изначально предприниматель планировал строительство производственного корпуса фабрики, однако правительство Москвы запретило возведение фабричных корпусов внутри Садового кольца. Из-за этого дом был построен как доходный, а в квартирах селилась творческая интеллигенция Москвы: художники Пётр Кончаловский, Георгий Якулов, Василий Суриков, писатель Михаил Булгаков, меценат Николай Рябушинский и другие. Именно на одной из вечеринок, устроенной в студии Георгия Якулова, поэт Сергей Есенин познакомился с Айседорой Дункан.
Построенное в форме трапеции здание состояло из трёх жилых корпусов и секции художественных мастерских. В центре дома находился внутренний двор с фонтаном и палисадником, не сохранившимся до наших дней. Все квартиры имели расширенную планировку и состояли из четырёх-пяти комнат. Исключение составил только шестой подъезд, квартиры которого были в последний момент перепланированы под общежитие Высших женских курсов.
До революции квартиры в доме арендовали довольно обеспеченные москвичи. В центральной части дворового корпуса располагались мастерские художников. Мастерскую № 38 некоторое время арендовал меценат и редактор-издатель журнала «Золотое руно» Николай Рябушинский. С 1910 года в этой мастерской работал художник Пётр Кончаловский, пока в 1917 году не переехал в мастерскую No 40, в которой сначала Пётр, а потом и его сын Михаил проработали до 1996 года. Мастерскую No 36 арендовал управляющий Московской конторой императорских театров и императорских театральных училищ Николай фон Бооль.
В 1918 году дом был национализирован и стал рабочей коммуной бывшей типографии Ивана Машистова. Начиная с 1919-го в доме стали появляться первые коммунальные квартиры, созданные в результате политики уплотнения и заселённые рабочими с фабрики «Дукат». В одной из таких квартир Фанни Каплан остановилась в ночь перед покушением на Ленина в 1918 году. Известно, что она вышла рано утром из дома на Садовой и направилась на завод Михельсона, где произвела два выстрела.
В 1920-е годы в коммунальные квартиры дома заселяли рабочих, в первую очередь сотрудников московских типографий, а также работников фабрики «Дукат», продавцов, уборщиков, портних, слесарей и других. В 1920 году мастерскую No 38 занял авангардный театральный художник Георгий Якулов. На одном из вечеров в его мастерской Сергей Есенин познакомился с Айседорой Дункан.
В 1960-е годы началось массовое расселение коммунальных квартир. Если в 1944 году в доме проживали 767 человек, то в 1978 году — уже 355. В 1970-е годы дом на Садовой улице стал одним из неофициальных московских центров нонкоформистского искусства. К 1986 году практически все коммунальные квартиры фасадной части дома расселили, и в уже ветхие от времени и бесхозяйственности свободные помещения въехали музыканты, художники, хиппи. В нескольких квартирах, в том числе и в бывшей домовладельческой квартире No 5, они организовали сквот, просуществовавший до 1996 года.

### Проживание Булгакова
Михаил Булгаков оказался в доме № 10 на Большой Садовой осенью 1921 года — вместе со своей первой супругой Татьяной Николаевной Булгаковой (в девичестве — Лаппа) он поселился в одной из комнат коммунальной квартиры № 50 и прожил до осени 1924 года. В этот период Булгаков написал роман «Белая гвардия», повести «Дьяволиада» и «Роковые яйца», «Записки на манжетах», рассказы, фельетоны и очерки («Красная корона», «Столица в блокноте», «Киев-город», «Бенефис лорда Керзона» и другие). Сама же коммунальная квартира № 50 послужила одним из прототипов «нехорошей квартиры» в романе «Мастер и Маргарита». Обстоятельства жизни Булгаковых в квартире могли отразиться в рассказах «Самогонное озеро», «Три вида свинства», «№ 13. Дом Эльпит-Рабкоммуна» и других произведениях.

### Открытие музея
В 1983 году в квартиру 50 въехал проектный институт «Гипротехмонтаж». Его сотрудница, Наталья Романова, вдохновившись историей квартиры, устроила в одной из комнат импровизированную булгаковскую экспозицию. В это же время начинается настоящий булгаковский бум в прессе. Один за другим самые разные люди выступают за создание музея Булгакова на Большой Садовой (в частности, с предложениями выступили Д. С. Лихачёв и Э. Г. Климов) и за булгаковские праздники на Патриарших прудах. Первый такой праздник состоялся в сентябре 1989 года. Накануне 100-летия М. А. Булгакова, в 1990-м году был создан Фонд Михаила Булгакова под руководством Мариэтты Чудаковой, который также взял на себя заботу о квартире писателя. В 1994-м помещения официально передали в ведение фонда. 26 марта 2007 года в квартире № 50 Правительством города Москвы был учрежден первый в России Музей М. А. Булгакова.
Первым директором стала Инна Мишина, контракт с которой продлился до 2012 года. В июне того же года был объявлен конкурс на создание новой концепции музея, который выиграло итальянское бюро Габриеле Филиппини совместно с командой литературоведа Мариэтты Чудаковой. Впоследствии новым директором музея стал Пётр Мансилья-Круз. С 2023 года директором музея является Валентина Агафонова.
В декабре 2021 года открылся новый музей в квартире писателя на Большой Пироговской улице, в доме 35а, где Булгаков проживал с 1927 по 1934 год. Там он снимал три комнаты, в которых были написаны «Бег», «Кабала святош», а также первые редакции «Мастер и Маргарита». Именно в квартиру на Большой Пироговской 18 апреля 1930 года позвонит Иосиф Сталин.
15 марта 2023 года свои двери открыл Научно-просветительский центр Музея М. А. Булгакова по адресу: Большой Афанасьевский пер., 35-37с4. Поостранство, где расположились лекторий, библиотечный абонемент и читальные залы, временные выставки и постоянная экспозиция, музыкальная гостиная и коллекция винила, фонд рукописных документов.

## Экспозиция
Своеобразной частью музея являются стены подъезда № 6, идущие по бокам «нехорошей лестницы». Начиная с 1980-х годов они украшаются рисунками, надписями, цитатами из романа и т. д. По словам литературоведа Мариэтты Чудаковой, для поклонников Булгакова лестница приобрела «первостепенный мемориально-музейный смысл за тридцать лет до решения о создании мемориального музея-квартиры. На ней они и сегодня задерживаются подолгу, изучая каждую пядь. Вся лестница является несомненной частью охраняемой мемориальной зоны квартиры № 50». Основу коллекции составляют экспонаты, переданные в дар родственниками и друзьями писателя: филологом Еленой Земской, В. М. Светлаевой, а также президентом Фонда имени Булгакова В. Ф. Дименко. Основная экспозиция разделена на две части: историческую и литературную. Коридор является промежуточным пространством, для мистификации которого используются визуальные спецэффекты и компьютерные технологии. По состоянию на 2018-й, в коллекцию музея входят более трёх тысяч предметов.
В Гардеробной находится собрание саквояжей, чемоданов, шляп и зонтов, символизирующих странствия писателя. Из прихожей можно попасть в Синий кабинет — восстановленный по воспоминаниям близких и друзей кабинет писателя из квартиры в Нащокинском переулке, где Булгаков прожил последние годы жизни. В комнате представлена часть оригинальной мебели. На столе лежит издание единственного сохранившегося до наших дней труда на латинском языке «Золотой осёл», автором которого был древнеримский писатель Апулей. Многие исследователи предполагают, что именно этой работой вдохновлялся Булгаков перед написанием «Мастера и Маргариты». В углу кабинета представлен гардероб, ранее принадлежащий супруге писателя, и секретер Булгакова, за которым он работал в последние годы жизни. Также в кабинете располагаются фортепьяно и шкаф-бюро, прозванный семьёй литератора «пузатиком».
Отдельная комната посвящена истории дома Пигита и экспонирует документы, фотографии и чертежи здания. В комнате Булгакова хранится часть личной библиотеки писателя, машинопись пьесы «Мольер» с его автографом, псише, а также резной стол. Последний предмет не принадлежал писателю, однако стоял в квартире дяди Булгакова, врача Н. Покровского. Инсталляция Кухня символизирует социальные перемены 1920 годов и представляет собой экспозицию, моделирующую коммунальную кухню того времени. Рядом представлены оригинальный буфет из Нащокинской квартиры писателя, никелированная пожарная каска, а также примус. Гостиная является общественным пространством, в котором музей проводит спектакли и музыкальные концерты. В комнате хранятся антикварная мебель, фотографии, гравюры, а также фортепьяно XIX века и журнальный столик Н. Покровского. В Белом зале действует выставочное пространство, где проводятся лекции и концерты.

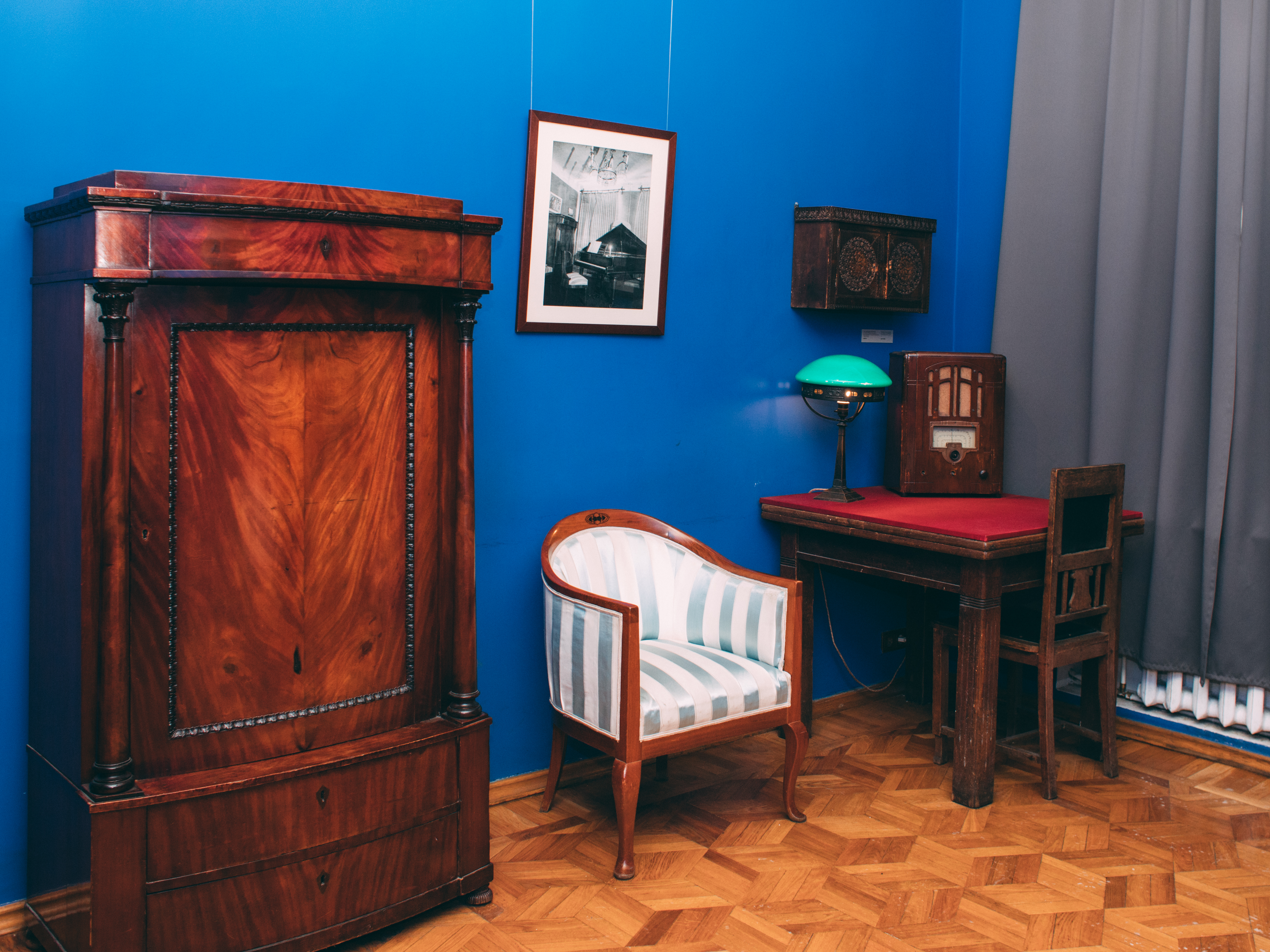
Синий кабинет, декабрь 2023 г. Здесь представлена мебель из последней квартиры М.А. Булгакова из Нащокинского
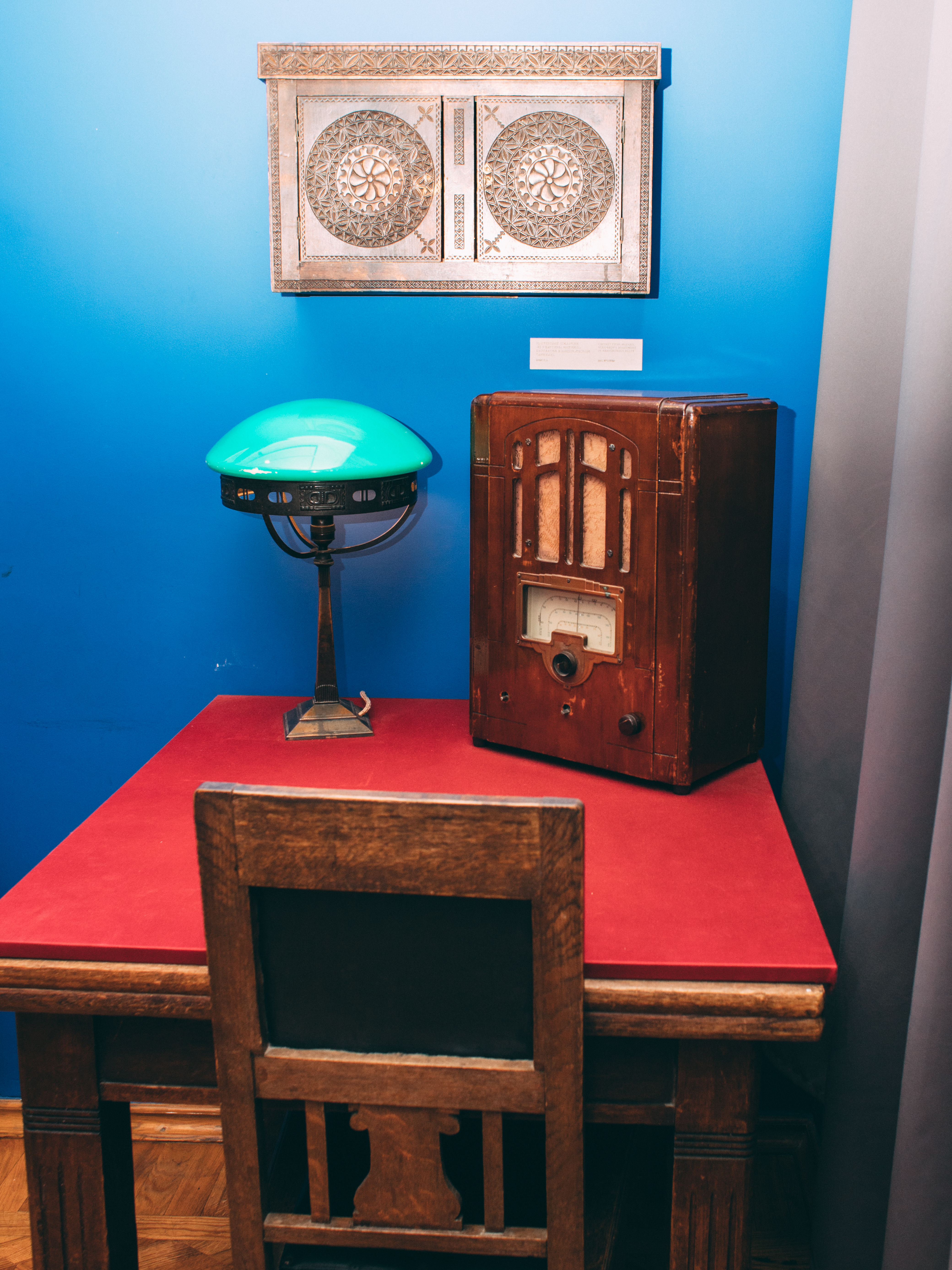
Синий кабинет, декабрь 2023 г.
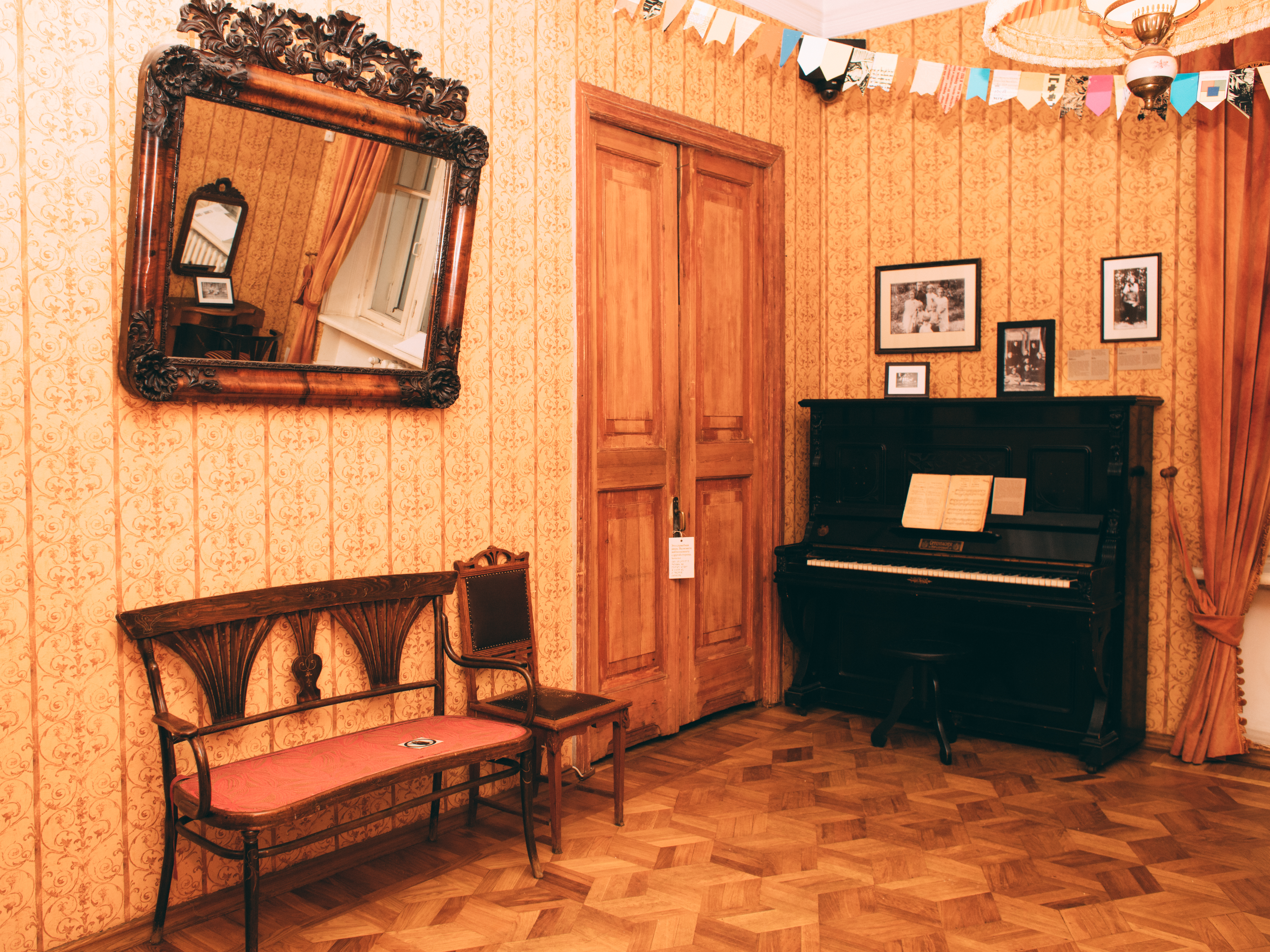
Гостиная, декабрь 2023 г.
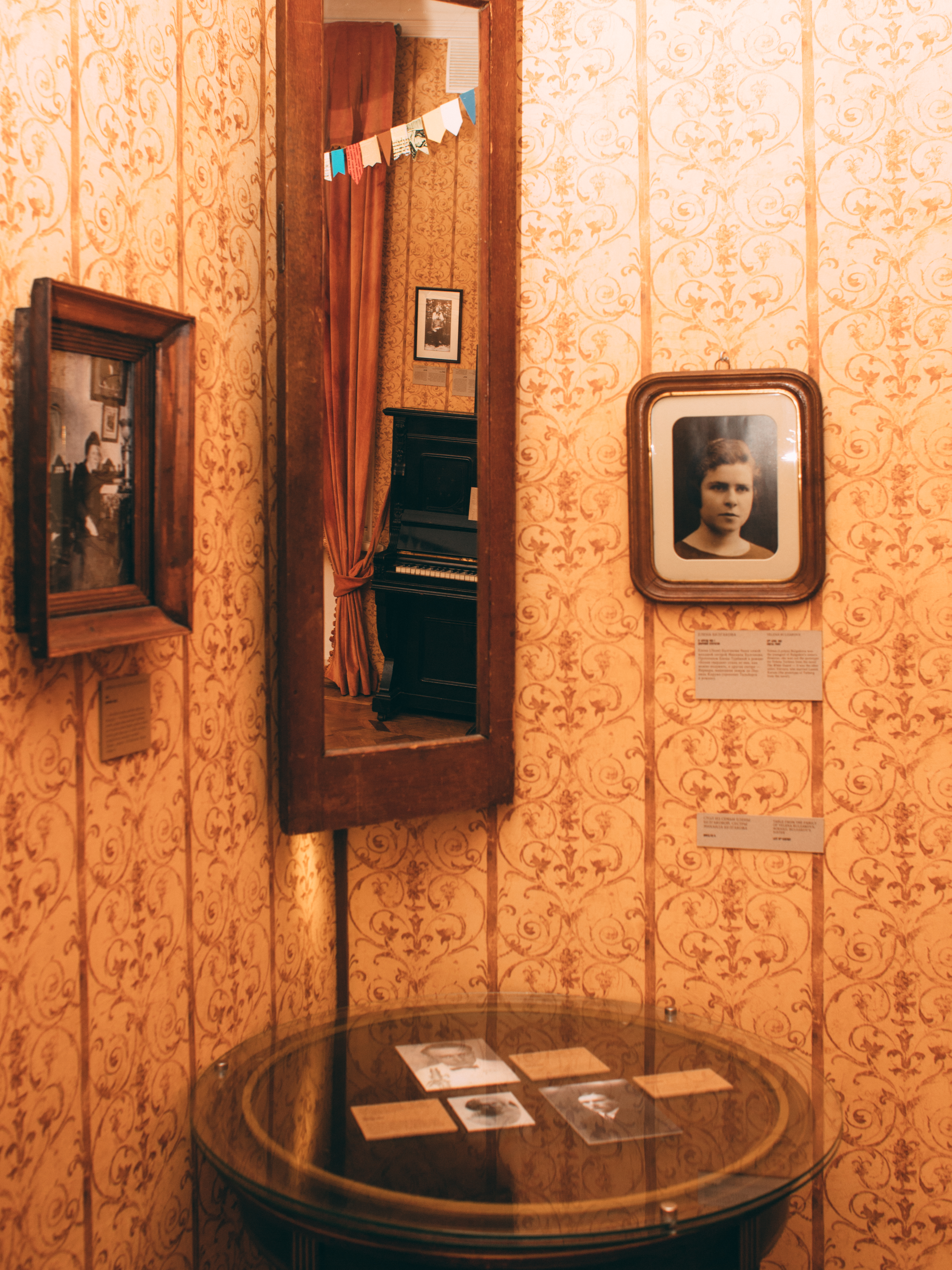
Гостиная, декабрь 2023 г.
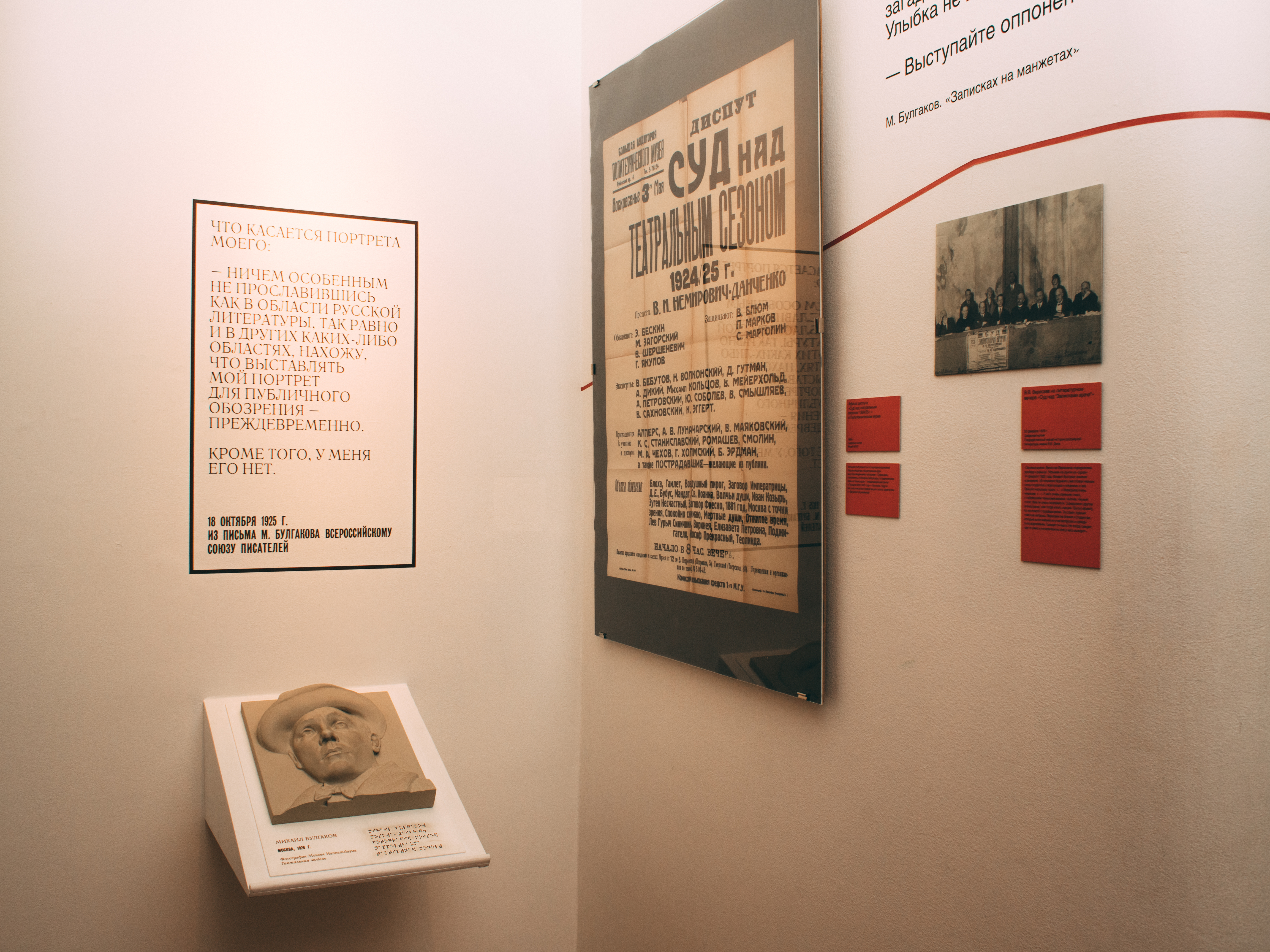
Коридор в Нехорошей квартире, декабрь 2023 г.
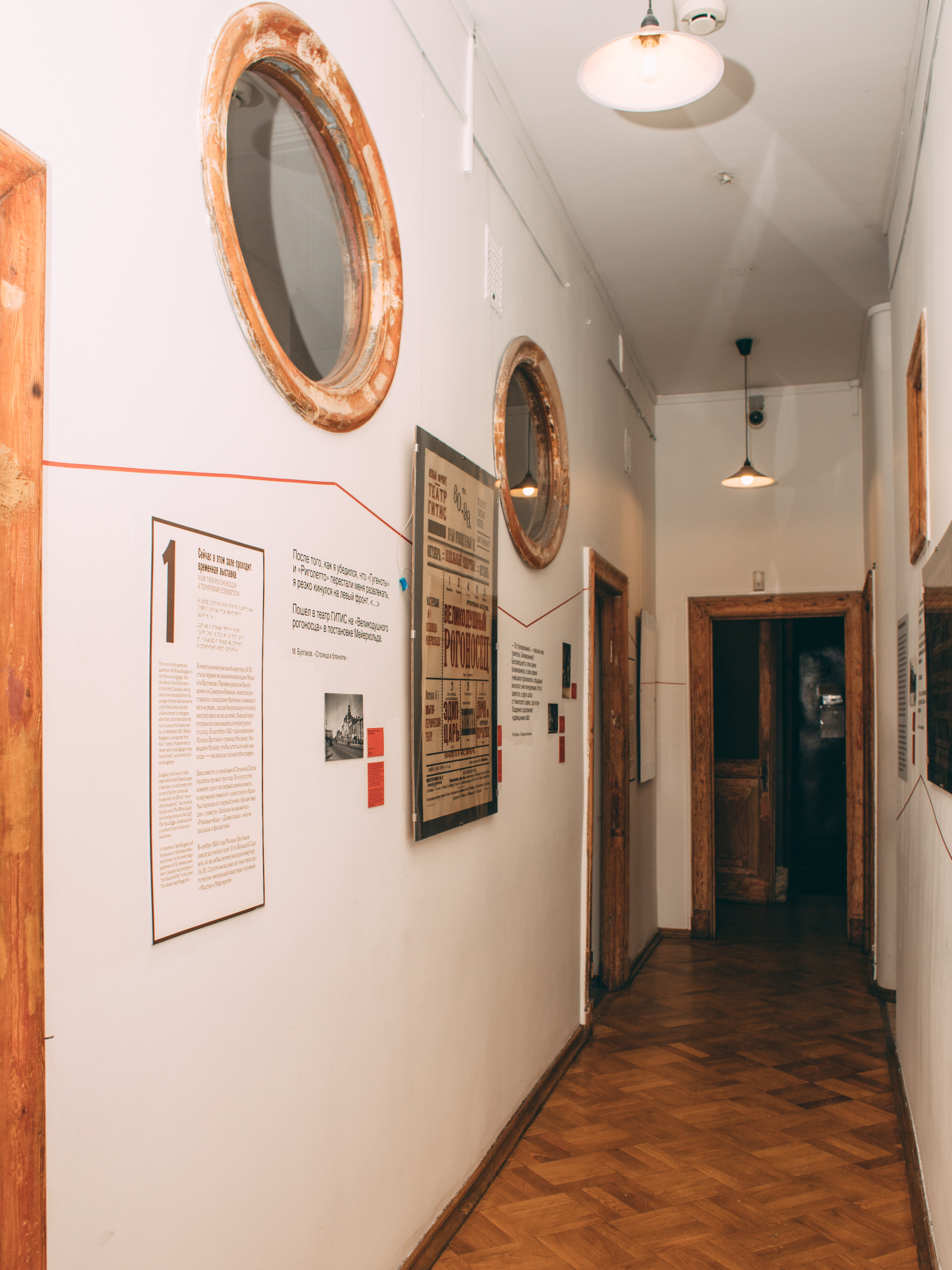
Коридор в Нехорошей квартире, декабрь 2023 г.
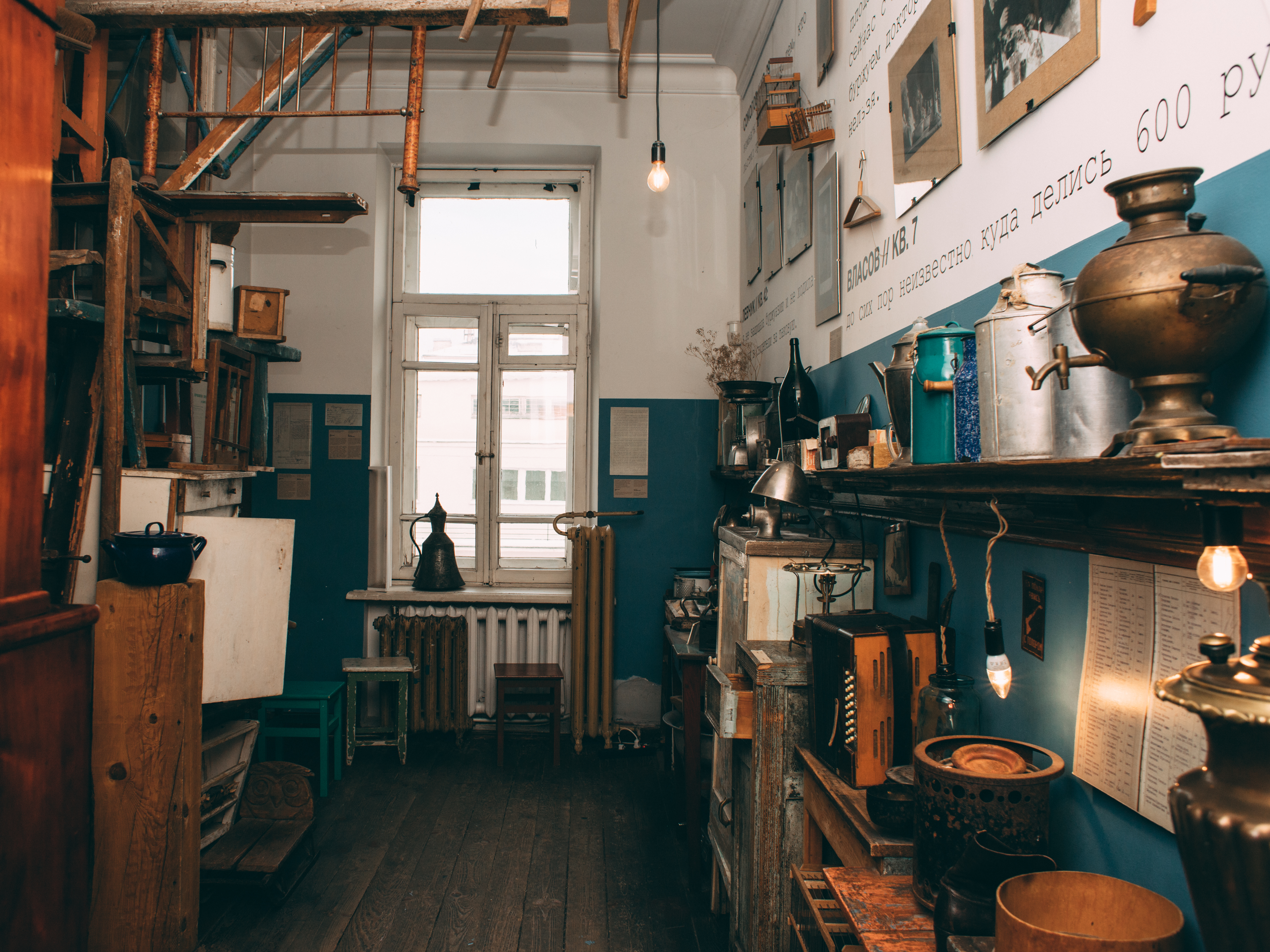
Кухня в коммунальной квартире №50, декабрь 2023 г.
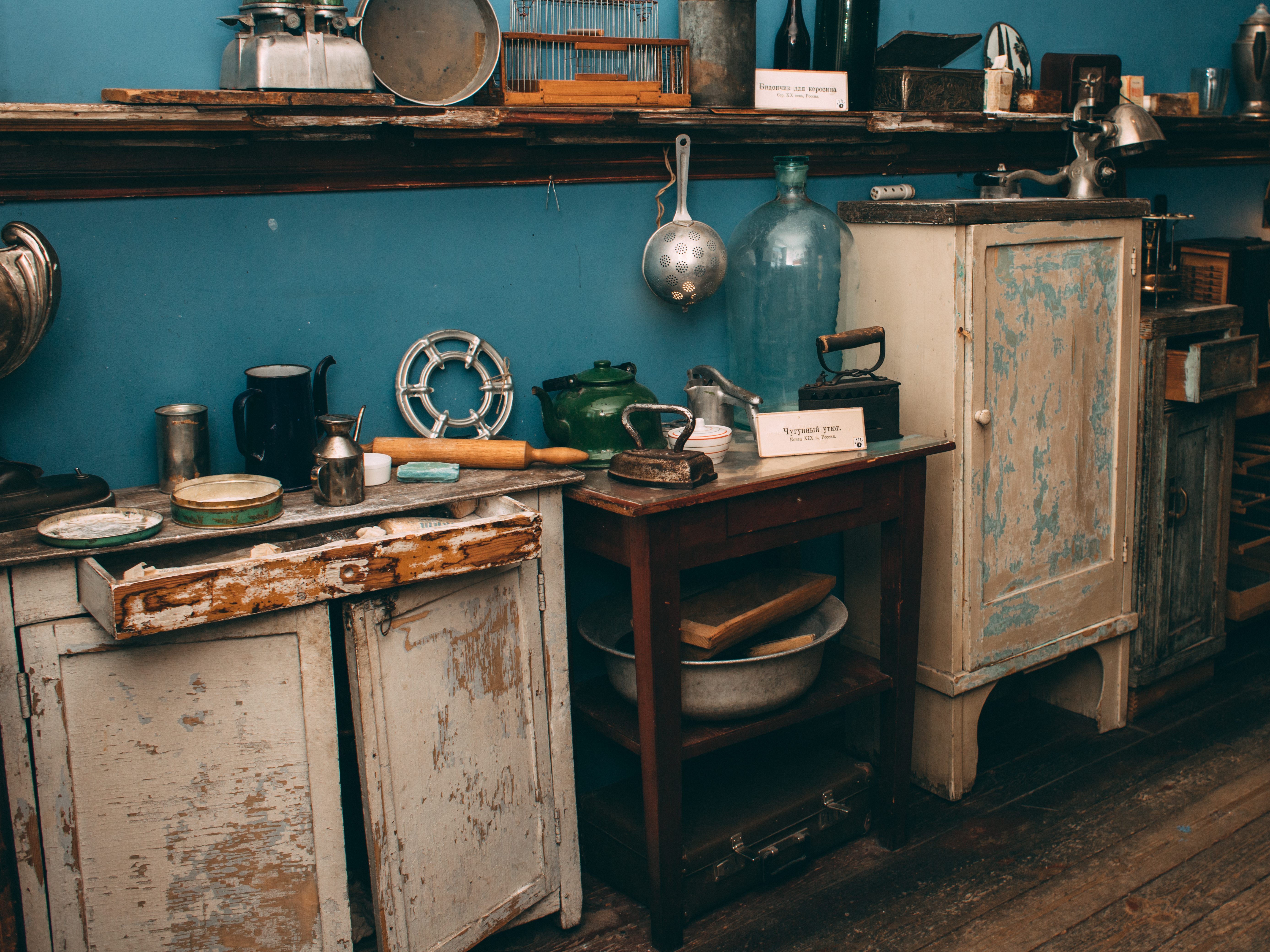
Кухня в коммунальной квартире №50, декабрь 2023 г.